# Слава (гміна)
Гміна Слава (пол. Gmina Sława) — місько-сільська гміна у північно-західній Польщі. Належить до Всховського повіту Любуського воєводства.
Станом на 31 грудня 2011 у гміні проживало 12506 осіб.

## Площа
Згідно з даними за 2007 рік площа гміни становила 326.78 км², у тому числі:
- орні землі: 41.00%
- ліси: 49.00%

Таким чином, площа гміни становить 52.30% площі повіту.

## Населення
Станом на 31 грудня 2011:
| Опис     | Загалом | Загалом | Чоловіки | Чоловіки | Жінки | Жінки |
| -------- | ------- | ------- | -------- | -------- | ----- | ----- |
| одиниця  | осіб    | %       | осіб     | %        | осіб  | %     |
| все      | 12506   | 100     | 6217     | 49.71    | 6289  | 50.29 |
| міське   | 3942    | 100     | 1910     | 48.45    | 2032  | 51.55 |
| сільське | 8564    | 100     | 4307     | 50.29    | 4257  | 49.71 |

## Сусідні гміни
Гміна Слава межує з такими гмінами: Вієво, Вольштин, Всхова, Кольсько, Котля, Нова Суль, Пшемент, Седлісько, Шліхтингова.